# عبدیا
عبدیا یکی از روستاهای شهرستان دامغان در استان سمنان است. این روستا در دهستان حومه دامغان در بخش مرکزی شهرستان دامغان جای دارد.
آب و هوای عبدیا معتدل است و آب آن از قنات تأمین می‌شود. محصولاتش غلات، پسته، انگور و حبوبات است. شغل اهالی زراعت و گله داری است. راه فرعی از طریق امامزاده جعفر دارد. مزرعه کریم آباد جزء این ده است. (از فرهنگ جغرافیائی ایران ج ۳).

## جمعیت
بر پایه سرشماری عمومی نفوس و مسکن در سال ۱۳۹۵ جمعیت این روستا ۱۱۲ نفر (در ۴۴ خانوار) بوده است.

## وجه تسمیه
نام قدیم این روستا ابکیان بوده‌است. ابکیان نام پسر یکی از پادشاهان هخامنشی است که سال‌ها قبل بر دامغان حکمرانی می‌کرد. این پادشاه هخامنشی ۱۲ پسر داشت که به هر یک از آنان سرزمینی را داده بود که ورکیان ـ خورزان ـ وامرزان ـ مایان ـ ابکیان و چند روستای دیگر جزء آنهاست. پس از گذشت سالها نام این روستا را از ابکیان به عدیا (odia) تغییر نام دادند ولی به دلیل سخت بودن تلفظ این اسم نامش را دوباره تغییر دادند و عبدیاء امروزی گذاشتند. روستای عبدیا از شمال با روستای محمدآباد و از شرق با روستای بهاباد و از جنوب با دشت کویر و از شرق با روستای کلاء همسایه‌است. ارتفاع روستای عبدیا از سطح دریا ۱۷۵ متر می‌باشد.
روستای عبدیا از طریق راه آسفالته به شهرستان دامغان و روستاهای دیگر مرتبط است.
آب و هوای این روستا به علت قرار گرفتن در دشت کویر و دوری از منابع رطوبت گرم و خشک است؛ و بیشتر اوقات بادهایی گرم و خشک به این روستا می‌وزد. جمعیت این روستا در آخرین سرشماری ۱۰۰ نفر می‌باشد که بیش از نیمی از آنان را جوانان تشکیل می‌دهند.